# Monologion
Le Monologion (« monologue ») est un essai de théologie que le moine et philosophe chrétien Anselme de Cantorbéry, écrit en 1076.
Le texte, qui est le premier ouvrage philosophique écrit par Anselme, se concentre sur l'analyse des attributs divins, et sur le problème de la preuve de l'existence de Dieu, non par des arguments a priori (c'est-à-dire basée sur une définition de la divinité, à son tour, fondée sur la foi en la révélation contenue dans la Bible), mais plutôt avec des arguments a posteriori (c'est-à-dire fondée sur des preuves tirées du monde sensible et développées par des procédures rationnelles).

## Méthode
Le Monologion a été écrit dans la période où Anselme était prieur de l'abbaye bénédictine de Notre-Dame du Bec, à la demande de ses disciples: en effet, ils ont, comme le rapporte Anselme lui-même dans le prologue de l'œuvre, demandé à leur collègue et professeur de produire une réflexion sur le problème de l'existence de Dieu, qui serait construite sur une base strictement rationnelle. Le but était de prouver l’existence de Dieu non pas en s'appuyant sur les vérités révélées, mais en se basant au contraire sur des arguments logiques et nécessaires, accessibles à tous. L'idée de l'expérience littéraire qu'a conduite Anselme était donc de reconstruire le monologue intérieur (d'où le titre) d'un homme qui, en ignorant ou en étant sceptique avec le contenu de la Bible, réfléchirait sur certaines des propriétés de la réalité sensible, et découvrant que, nécessairement, il existe une entité avec toutes les caractéristiques du Dieu de la révélation chrétienne.

## Preuves principales
La première idée principale découle du constat que lorsqu'on désire quelque chose c'est toujours un bien. De ce constat, il déduit que le bien doit donc exister, puisqu'il est l'objet de toute aspiration. Finalement, il en déduit qu'il doit exister un bien suprême qui serait le bien en commun à tous les biens particuliers. Ce bien suprême serait Dieu.
Il imagine donc qu'au même titre que le bien, il existe pour toute chose une grandeur qualitative, et il aboutit donc à la même conclusion que précédemment, il doit exister une grandeur en soi, commune à toutes les grandeurs particulières, c'est-à-dire Dieu.
Pour continuer, il varie un peu en s'intéressant à l'essence. Il imagine que toute chose existe à cause d'une autre chose, par rapport à une autre, sinon il n'y aurait que Néant. Pourtant, pour ne pas tomber dans une boucle infinie, il faut bien qu'il y ait eu une chose qui se soit engendrée par elle-même. Et encore une fois, selon Anselme, cette chose qui peut être simplement par soi, c'est Dieu.
Pour clore son argumentation, Anselme propose que pour chaque jugement qualitatif il existe un degré de perfection, que l'on décide à partir d'une hiérarchie de valeur. Chaque hiérarchie de valeur doit donc se baser sur une référence parfaite, avec laquelle on juge le reste. Et cette référence parfaite c'est Dieu.
On voit donc ici dans les preuves d'Anselme une vision du monde Platoniste, en considérant qu'il existe Dieu, la norme de toute chose, là où Platon voyait le monde des idées.

## Critiques
Anselme fut critiqué pour son monologion dès le Moyen Âge, en effet, Pierre de Jean Olivi critiquait déjà sa prémisse majeure, c'est-à-dire le réalisme des essences. En effet, prenons par exemple les jugement d'un tribunal, s'il est sûr qu'entre tous les jugements il y a quelque chose de commun, c'est-à-dire la justice, il est possible qu'elle ne soit commune que dans la raison et pas physiquement. Pierre de Jean Olivi disait qu'il lui semblait étrange que les choses blanches reçoivent leur blancheur d'une véritable chose blanche.
Après le Moyen Âge, on a continué à montrer quelles étaient les deux faiblesses du raisonnement d'Anselme.
La première (celle que mit en évidence Pierre de Jean Olivi), est aujourd'hui appelée théorie de la participation. Cette théorie suit le principe platonicien qui veut que dans chaque ordre de réalité il y a un premier qui est par soi et par lequel sont inspirés tous les autres.
La seconde faiblesse, c'est que la théorie d'Anselme ne tient que si la pensée correspond à la réalité. Il faut que pour chaque chose que l'on pense (intellectus) corresponde une chose (res).

## Influences
Thomas d'Aquin, durant le XIIIe siècle, avait contesté la validité des preuves du Proslogion mais a repris les argumentations contenues dans le Monologion dans sa propre démonstration de l'existence de Dieu.